# フィオナ・シット
フィオナ・シット（薛凱琪、Fiona Sit、1981年8月11日-）は、香港の歌手、女優。籍貫は広東仏山。サウス・アイランド学校を経て、香港城市大学を卒業。
2004年、ワーナー・ミュージックの広東語アルバム『'F' Debut』で歌手としてデビュー。同年に女優としても活動を始める。

## 音楽作品

### 歌曲リリース
2004年
- 『XBF』
- 『麥當娜一吻』
- 『奇洛李維斯回信』
- 『上帝是男孩』
- 『886』
- 『南瓜車』

2005年
- 『小黒與我』
- 『男孩像你』
- 『電子歌姬』（キャリー・ン、ウィルフレッド・ラウ、余文樂との合唱）
- 『愛情万歳』（サミー・リョンとの合唱）
- 『凡士達少年』（サミー・リョン、キティ・ユン、キャリー・ンとの合唱）
- 『你在哪裡』
- 『有隻雀仔』

2006年
- 『尋找獨角獸』
- 『糖不甩』
- 『樹娃』
- 『小峽谷之1234』
- 『Dear Fiona』
- 『四人遊』（方大同との合唱）

2007年
- 『下次下次』
- 『樓梯轉角』

2008年
- 『愛麗絲的第一次』
- 『我不需要Tiffany』
- 『剣龍在草地散步』

### アルバム

#### 2004年
- 4月8日： 『'F' Debut』
- 5月5日： 『F Debut AVCD』

#### 2005年
- 1月17日： 『886 AVCD Single』
- 4月21日： 『Funny Girl』
- 6月10日： 『Funny Girl 2nd Edition』
- 12月22日：『ME』

#### 2006年
- 8月11日： 『Electric Angel』
- 12月22日：『Electric Angel 2nd Edition』

#### 2007年
- 6月12日： 『"F" Best』

#### 2008年
- 4月18日： 『It's My Day』
- 12月19日： 『Smile』

### シングル
- 今宵多珍重（ソロ）
- 金曲巨星串（数々アーティスト合唱）
- 音楽力量（数々アーティスト合唱）
- 四川賑災歌曲-相親相愛

（合唱アーティスト：黒Girl、方大同、蕭敬騰、辛曉琪、陳偉聯、郭采潔、183Club、七朵花、金海心、老狼、ビビアン・スー、張菲、郭美美、蔡淳佳、F.I.R.飛兒楽団）
- 光輝的印記（tvbオリンピック主題歌、数々アーティスト合唱）
- 四川地震賑災歌曲『承諾』（数々アーティスト合唱）

## 出演作品

### テレビドラマ

#### 2003年
- TVBドラマ：『當四葉草碰上劍尖時』（最終回ゲスト） - 南南 役

#### 2005年
- TVBドラマ：『奇幻潮』番組パレード（一筒帰西）
- TVBドラマ：『学警雄心』 - 馬靄琳（Fiona） 役

#### 2007年
- TVBドラマ：『学警出更』（ゲスト出演） - 馬靄琳（Fiona） 役
- TVBドラマ：『森之愛情』（單元二） - 達琳 役

#### 2008年
- 中国テレビドラマ『新不了情』 - 劉敏 役
- TVBドラマ：『盛裝舞步愛作戦』（ゲスト出演） - 看護士／精神病人 役

#### 2011年
- 中国テレビドラマ『画皮 千年の恋』

### 映画

#### 2005年
- 『早熟』 - 雷若男 役
- 『雨音にきみを想う』 - 永然 役

#### 2006年
- 『新紮師妹3』 - 范樹娃 役
- 『時光‧倒流的話』 - 心心 役
- 『我要成名』 - 少女（ゲスト） 役

#### 2007年
- 『戲王之王』 - 女性警察（ゲスト） 役
- 『女人本色』 - 宋曉彤 役

### ラジオドラマ
- 『超凡学生』
- 2006年903ラジオドラマ - 『恋愛楽園』

### 吹き替え作品

#### 2006年
- 『ガーフィールド』

#### 2007年
- 『子ぎつねヘレン』

#### 2008年
- 『小敏的故事』 - 小敏 役

### 舞台

#### 2005年
- 叱吒903サミー&キティ歌劇団『亜卡比槍擊事件』

#### 2008年
- 2008年12月5 - 11日 W創作社Xワーナー・ミュージックXフィオナ・シットXジョイ・リョン『Last Smile, First Tear』 (Fiona 役)

### 音楽会

#### 2005年
- 饑饉30音楽会
- 加州紅903熱火楽団ソロ音楽会（903 Hit Four Fiona 0811 Concert）
- 加州紅903熱火楽団 - 熱火四侠音楽会

#### 2006年
- 903拉闊演奏庁音楽会 第三場 漫舞青春辣妹派對 フィオナ・シットxステファニー・チェン

#### 2007年
- Roadshow Live フィオナ・シット音楽会
- 903 id club 音楽游撃 第一場 フィオナ・シットx森美移動
- Juicy Fruit x 頭号人物混合唱 第二回

#### 2008年
- 903拉闊変奏庁 第二場

### 広告

#### 2001年
- ヴァイタ（テレビ広告）
- HSBC（テレビ広告）

#### 2002年
- 中国銀行Y'Nクレジットカード（テレビ広告）
- モトローラ（テレビ広告）
- アイワ MD（テレビ広告）
- ネスレヨーグルト（テレビ広告）

#### 2003年
- コカ・コーラ（テレビ広告）
- YOHO Town（テレビ広告）
- ヴァイタ（テレビ広告）
- SAGEM携帯電話（一般広告）

#### 2004年
- 東芝ノートパソコン
- 白兔牌関連産品（テレビ広告）
- SucoStop
- AMO Blink
- 北角Newayカラオケ

#### 2005年
- 東芝ノートパソコン（一般広告）
- 3Cデジタル・ショップ
- La Vallee
- 第40回工展会『工展大使』

#### 2006年
- 網上行Netvigator
- 京都念慈菴川貝枇杷膏

#### 2007年
- 白兔牌暗瘡膏

#### 2008年
- モナ・リザブライダル（ロン・ンと共演）
- Ganier（一般広告）
- 網上行Netvigator